# Ламар Одом
Ламар Джозеф Одом (англ. Lamar Joseph Odom, нар. 6 листопада 1979, Квінз, Нью-Йорк, США) — американський професіональний баскетболіст, що грав на позиції форварда за низку команд НБА. Гравець національної збірної США. Дворазовий чемпіон НБА. Найкращий шостий гравець НБА 2011 року.

## Ігрова кар'єра

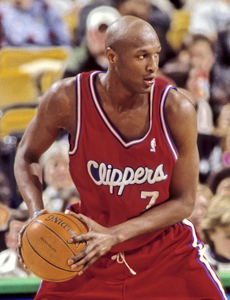
Одом у складі «Кліпперс»

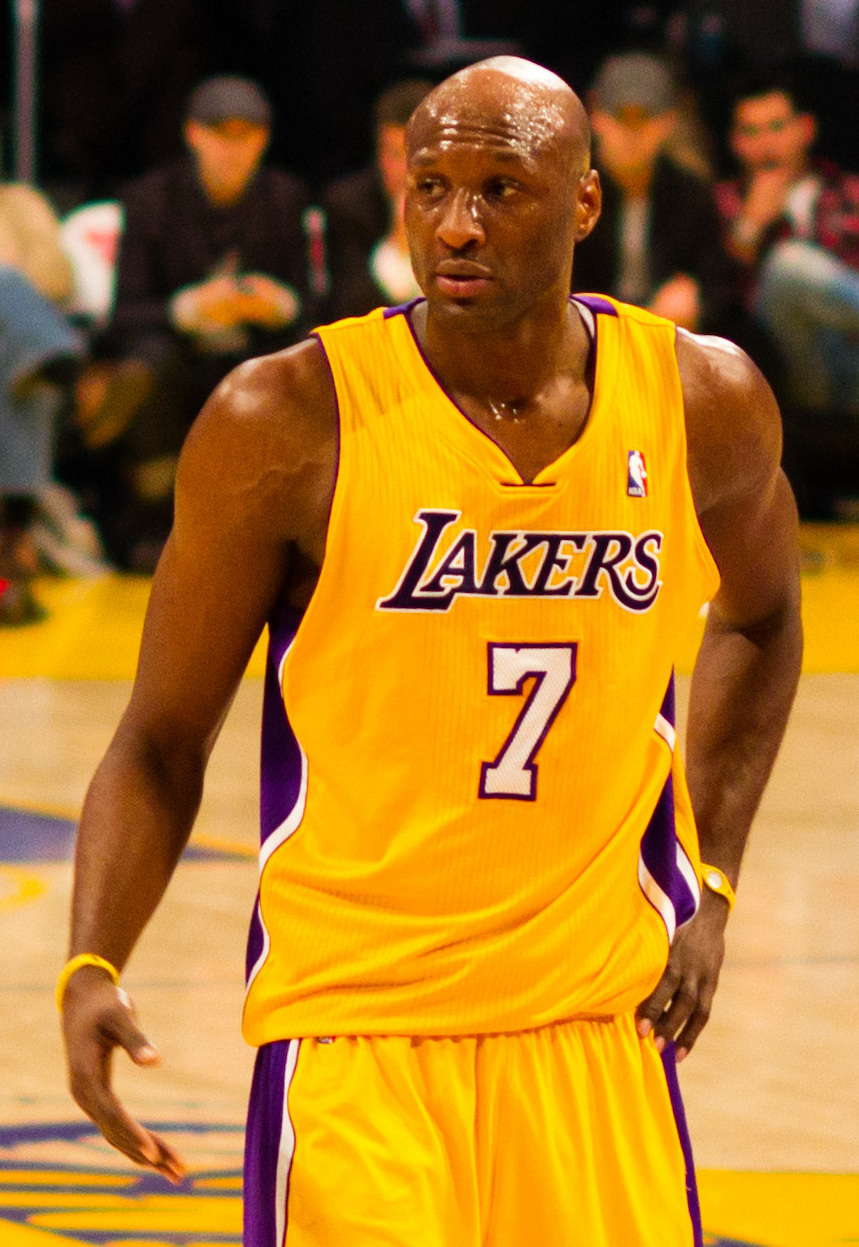
Одом у 2011, році коли він виграв нагороду Найкращий шостий гравець НБА

На університетському рівні грав за команду Род Айленд (1998–1999).
1999 року був обраний у першому раунді драфту НБА під загальним 4-м номером командою «Лос-Анджелес Кліпперс». Професійну кар'єру розпочав 1999 року виступами за тих же «Лос-Анджелес Кліпперс», захищав кольори команди з Лос-Анджелеса протягом наступних 4 сезонів. У своєму першому сезоні набирав 16,6 очок, 7,8 підбирань та 4,2 асисти за гру, що дозволило йому бути включеним до першої збірної новачків НБА. 
З 2003 по 2004 рік грав у складі «Маямі Гіт», які перед тим задрафтували молодих талантів Двейна Вейда та Керона Батлера. Саме з молодим Вейдом та ветераном Едді Джонсом Одом був найрезультативнішим гравцем команди, набираючи 17,1 очок за гру. Молода команда пробилась у плей-оф, де обіграла в першому раунді «Новий Орлеан», проте програла «Індіані» у другому. 
2004 року разом з Батлером та Браяном Грантом перейшов до «Лос-Анджелес Лейкерс» в обмін на Шакіла О'Ніла. У складі команди з Лос-Анджелеса провів наступні 7 сезонів своєї кар'єри. У своєму першому сезоні в «Лейкерс» Одом набирав 15,2 очка та 10,2 підбирання за гру, що однак не дозволило команді пробитися до плей-оф, лише вп'яте в історії клубу.
Перед початком наступного сезону команду знову очолив Філ Джексон. Одом не демонстрував стабільної гри у першій половині сезоні, проте значно покращив її надалі. «Лейкерс» пробилися до плей-оф, проте вилетіли в першому ж раунді від «Фінікс Санз».
У сезоні 2006—2007 боровся з частими травмами, зігравши лише у 56 матчах. Проте в них набирав 15,9 очок та 9,8 підбирань. «Лейкерс» знову зустрілись з «Фініксом» в першому раунді плей-оф та знову програли.
Наступного сезону набирав 15,3 очок та 12 підбирань за матч, чим допоміг команді дійти до фіналу НБА. Там «Лейкерс» зустрілись з «Бостоном», якому і програли чемпіонство.
Наступного сезону Одом приїхав у тренувальний табір команди із зайвою вагою та втратив місце у стартовому складі команди. У січні травмувався центровий Ендрю Байнум, тому Одом повернувся до основи, де грав до квітня, поки Байнум не одужав. Згодом допоміг команді у плей-оф, де вона дійшла до фіналу та обіграла «Орландо». Через рік «Лейкерс» повторили цей успіх, обігравши у фіналі «Бостон».
У сезоні 2010—2011 продовжував входити в гру з лавки запасних, за що отримав нагороду як Найкращий шостий гравець НБА. Він став першим гравцем в історії клубу, який удостоївся цієї нагороди.
Наступною командою в кар'єрі гравця була «Даллас Маверікс», за яку він відіграв один сезон.
З 2012 по 2013 рік грав у складі «Лос-Анджелес Кліпперс».
Останньою ж командою в кар'єрі гравця стала «Басконія» з Іспанії, до складу якої він приєднався 2014 року і за яку відіграв лише частину сезону.

## Виступи за збірну
2004 року завоював бронзову медаль Олімпійських ігор у Афінах у складі збірної США. 2010 року став чемпіоном світу в складі своєї збірної, яка виграла турнір в Туреччині.

## Статистика виступів

### Регулярний сезон
| Сезон             | Команда                 | GP  | GS  | MPG  | FG%  | 3P%  | FT%  | RPG  | APG | SPG | BPG | PPG  |
| ----------------- | ----------------------- | --- | --- | ---- | ---- | ---- | ---- | ---- | --- | --- | --- | ---- |
| 1999–00           | «Лос-Анджелес Кліпперс» | 76  | 70  | 36.4 | .438 | .360 | .719 | 7.8  | 4.2 | 1.2 | 1.3 | 16.6 |
| 2000–01           | «Лос-Анджелес Кліпперс» | 76  | 74  | 37.3 | .460 | .316 | .679 | 7.8  | 5.2 | 1.0 | 1.6 | 17.2 |
| 2001–02           | «Лос-Анджелес Кліпперс» | 29  | 25  | 34.4 | .419 | .190 | .656 | 6.1  | 5.9 | .8  | 1.2 | 13.1 |
| 2002–03           | «Лос-Анджелес Кліпперс» | 49  | 47  | 34.3 | .439 | .326 | .777 | 6.7  | 3.6 | .9  | .8  | 14.6 |
| 2003–04           | «Маямі Гіт»             | 80  | 80  | 37.5 | .430 | .298 | .742 | 9.7  | 4.1 | 1.1 | .9  | 17.1 |
| 2004–05           | «Лос-Анджелес Лейкерс»  | 64  | 64  | 36.3 | .473 | .308 | .695 | 10.2 | 3.7 | .7  | 1.0 | 15.2 |
| 2005–06           | «Лос-Анджелес Лейкерс»  | 80  | 80  | 40.3 | .481 | .372 | .690 | 9.2  | 5.5 | .9  | .8  | 14.8 |
| 2006–07           | «Лос-Анджелес Лейкерс»  | 56  | 56  | 39.3 | .468 | .297 | .700 | 9.8  | 4.8 | .9  | .6  | 15.9 |
| 2007–08           | «Лос-Анджелес Лейкерс»  | 77  | 77  | 37.9 | .525 | .274 | .698 | 10.6 | 3.5 | 1.0 | .9  | 14.2 |
| 2008–09†          | «Лос-Анджелес Лейкерс»  | 78  | 32  | 29.7 | .492 | .320 | .623 | 8.2  | 2.6 | 1.0 | 1.3 | 11.3 |
| 2009–10†          | «Лос-Анджелес Лейкерс»  | 82  | 38  | 31.5 | .463 | .319 | .693 | 9.8  | 3.3 | .9  | .7  | 10.8 |
| 2010–11           | «Лос-Анджелес Лейкерс»  | 82  | 35  | 32.2 | .530 | .382 | .675 | 8.7  | 3.0 | .6  | .7  | 14.4 |
| 2011–12           | «Даллас Маверікс»       | 50  | 4   | 20.5 | .352 | .252 | .592 | 4.2  | 1.7 | .4  | .4  | 6.6  |
| 2012–13           | «Лос-Анджелес Кліпперс» | 82  | 2   | 19.7 | .399 | .200 | .476 | 5.9  | 1.7 | .8  | .7  | 4.0  |
| Усього за кар'єру | Усього за кар'єру       | 961 | 684 | 33.4 | .463 | .312 | .693 | 8.4  | 3.7 | .9  | .9  | 13.3 |

### Плей-оф
| Сезон             | Команда                 | GP  | GS | MPG  | FG%  | 3P%  | FT%  | RPG  | APG | SPG | BPG | PPG  |
| ----------------- | ----------------------- | --- | -- | ---- | ---- | ---- | ---- | ---- | --- | --- | --- | ---- |
| 2004              | «Маямі Гіт»             | 13  | 13 | 39.4 | .445 | .308 | .681 | 8.3  | 2.8 | 1.2 | .8  | 16.8 |
| 2006              | «Лос-Анджелес Лейкерс»  | 7   | 7  | 44.9 | .495 | .200 | .667 | 11.0 | 4.9 | .4  | 1.1 | 19.1 |
| 2007              | «Лос-Анджелес Лейкерс»  | 5   | 5  | 38.4 | .482 | .273 | .500 | 13.0 | 2.2 | .4  | 1.2 | 19.4 |
| 2008              | «Лос-Анджелес Лейкерс»  | 21  | 21 | 37.4 | .491 | .273 | .661 | 10.0 | 3.0 | .7  | 1.3 | 14.3 |
| 2009†             | «Лос-Анджелес Лейкерс»  | 23  | 5  | 32.0 | .524 | .514 | .613 | 9.1  | 1.8 | .7  | 1.3 | 12.3 |
| 2010†             | «Лос-Анджелес Лейкерс»  | 23  | 0  | 29.0 | .469 | .244 | .600 | 8.6  | 2.0 | .7  | .9  | 9.7  |
| 2011              | «Лос-Анджелес Лейкерс»  | 10  | 1  | 28.6 | .459 | .200 | .711 | 6.5  | 2.1 | .2  | .4  | 12.1 |
| 2013              | «Лос-Анджелес Кліпперс» | 6   | 1  | 17.8 | .367 | .357 | .500 | 3.8  | 1.8 | .8  | .8  | 5.0  |
| Усього за кар'єру | Усього за кар'єру       | 108 | 53 | 33.3 | .479 | .303 | .643 | 8.8  | 2.4 | .7  | 1.0 | 13.0 |

## Особисте життя
Одом був одружений з Лізою Моралес, з якою мав трьох дітей: Дестіні (1998), Ламар (2002) та Джейден (2005—2006). 29 червня 2006 року втратив Джейдена, який помер внаслідок синдрому раптової дитячої смерті.
У вересні 2009 року одружився з Хлої Кардаш'ян, з якою зустрічався один місяць. Їхнє весілля транслювалось на шоу Сімейство Кардаш'ян. Згодом він став постійним учасником цього реаліті-шоу. 2011 року разом з дружиною почав зйомки у новому шоу під назвою «Хлої та Ламар», яке тривало два роки. У грудні 2013 року подружжя розпочало процедуру розлучення.
У жовтні 2015 року був госпіталізований після того, як його знайшли непритомним в одному з борделів у штаті Невада. Після медичного обстеження було виявлено ознаки тривалого вживання наркотиків, а також ужкоджену нирку та кілька мікро-інсультів. Госпіталізація тривала до січня 2016 року, поки Одом не одужав.
Одом володіє компанією звуко- та кінозапису Rich Soil Entertainment. 2005 року зіграв самого себе в епізодичній ролі серіалу «Антураж».

## Фільмографія
| Рік       |   | Українська назва     | Оригінальна назва | Роль  |
| --------- | - | -------------------- | ----------------- | ----- |
| 2005—2005 | с | Антураж              | Entourage         | камео |
| 2010—2010 | с | Американська сімейка | Modern Family     | камео |
| 2011      | ф | Джек і Джилл         | Jack and Jill     | камео |